# آآ مادرویی
آآ مادرویی (نام علمی: Aa maderoi) نام یک گونه از سرده آآ است.